# Posthomerica
I Posthomerica (in greco antico: τὰ μεθ᾿Ὅμηρον?, La continuazione di Omero) sono un poema epico scritto da Quinto Smirneo intorno alla prima metà del III secolo, che narra l'anno finale della guerra di Troia, dai funerali di Ettore alla caduta di Ilio.

## Struttura
Si articola in 14 libri (λόγοι) e riavvia la narrazione dal punto esatto in cui Omero aveva interrotto l’Iliade. I primi quattro, che coprono l'arco di tempo descritto dall’Etiopide di Arctino di Mileto, raccontano le imprese e le uccisioni dell'Amazzone Pentesilea, di Memnone, bellissimo eroe figlio di Eos, e di Achille, più i funerali di quest'ultimo.

I libri V–XII narrano del duello tra Aiace e Odisseo per le armi di Achille, della morte di Aiace, suicida dopo aver perduto, delle gesta eroiche di Neottolemo, Euripilo e Deifobo, della morte di Paride ed Enone, fino alla costruzione del Cavallo di Troia. I libri rimanenti descrivono la conquista di Troia per mezzo del cavallo, il sacrificio di Polissena sulla tomba di Achille, la partenza dei Greci e le tempeste che li disperdono.
Più in dettaglio, i Posthomerica contengono il racconto degli avvenimenti successivi ai funerali di Ettore, con cui si conclude l’Iliade, fino alla partenza degli eroi greci. Quinto Smirneo narra così quanto avviene subito dopo i funerali di Ettore, con i troiani che stanno chiusi nelle mura della città, per paura di Achille. Le sorti di Troia vengono risollevate quando giunge Pentesilea, un'amazzone figlia di Ares, che promette di incendiare le navi ed uccidere Achille. Il giorno seguente Troiani e greci si scontrano e Pentesilea, con le altre Amazzoni, fa una strage spaventosa uccidendo tra gli altri Podarce, fratello di Protesilao. I Greci vengono falcidiati dai Troiani, perciò Aiace e Achille tentano di fermare Pentesilea e, dopo un sanguinoso duello riescono ad ucciderla. Achille però, colpito dal valore e dalla bellezza della donna, si innamora dell'Amazzone e uccide Tersite, che ne aveva oltraggiato il cadavere. Poi restituisce il corpo a Priamo perché venga sepolto (libro I).
I troiani si barricano nuovamente in città, perché nessuno dei loro guerrieri potrebbe reggere il confronto con Achille. Priamo esorta tutti resistere fino all'arrivo di Memnone, figlio dell'Aurora e comandante degli Etiopi. Polidamante insiste per la restituzione di Elena, ma ormai è tardi per ogni trattativa. Memnone giunge a Troia poco dopo conducendo un gran contingente di Etiopi. Di nuovo i Greci fuggono verso le navi incalzati dai Troiani e da Memnone, che riesce ad uccidere Antiloco, il quale aveva tentato di proteggere il padre Nestore. Achille, irato per l'amico, si scaglia su Memnone uccidendolo in un truce duello. Dopo il funerale di Memnone dalle sue ceneri nasceranno degli uccelli detti memnonidi (Libro II). 
Achille non cessa di far strage e uccide numerosi Troiani fin quando Apollo, per volere del fato, guida la freccia di Paride che va a piantarsi dritta nel tallone di Achille. L'eroe cade a terra morto e subito sorge una mischia tremenda, Aiace e Odisseo proteggono il corpo di Achille uccidendo molti guerrieri e tra gli altri Glauco, che aveva ferito Toante. Anche molti Greci restano uccisi e lo stesso Aiace rimane ferito dalla lancia di Enea, ma Odisseo riesce a portare in salvo il cadavere e Teti dà inizio al lamento funebre insieme a Briseide e a tutti gli altri Greci, mentre i Troiani guardano dalla rocca il funerale.(libro III)
Dopo i giochi funebri in suo onore (libro IV), sorge la contesa tra Aiace e Odisseo per il possesso delle sue armi, con la follia e il suicidio di Aiace (libro V).
 Giunge, intanto, in aiuto dei Troiani Euripilo, figlio di Telefo, che mette in serie difficoltà gli achei, costretti, dai vaticini di Calcante, ad andare a prendere, a Sciro, Neottolemo, figlio di Achille, che sconfigge Euripilo in un truce duello (libri VI-VIII).
Dopo una serie di duelli e battaglie di sapore omerico che occupano i libri centrali (libri IX-XI), con la morte di Paride (libro X), si giunge all'inganno del cavallo di legno e alla presa di Troia (libri XII-XIII) e al travagliato ritorno dei greci (libro XIV).

## Lingua e stile
Lo stile del poema è stato criticato da molti studiosi come inferiore a quello di Omero, ma l'opera risulta utile come l'unico resoconto sopravvissuto dei miti relativi alla fine della guerra di Troia. In effetti, lo scopo di Quinto sembra essere quello di completare l'Iliade e dare ai personaggi un senso di conclusione: infatti il poema è allo stesso tempo intensamente omerico (particolarmente sorprendente per un prodotto dell'età imperiale) e allo stesso tempo decisamente non omerico; nel primo caso, è meglio conosciuta per essere fedele al linguaggio e allo stile omerico, qualità che gli valse il licenziamento di molti critici del ventesimo secolo. 
Molti dei personaggi che avevano odiato un alleato nelle opere precedenti, come Filottete verso Odisseo nell'opera di Sofocle, ora superano facilmente la rabbia per creare armonia, secondo un contenuto etico stoico che collega allo stesso tempo il poema al suo modello primario, l'Iliade, e lo allontana da quell'opera.

## Edizioni
- A. Zimmermann, Quinti Smyrnaei Posthomericorum libri XIV, Leipzig 1891 (rist. Stuttgart 1969).
- F. Vian, La suite d'Homère. Texte établi et traduit par Francis Vian, I-III, Paris 1963-9.
- G. Pompella, Le Postomeriche, I-II, Napoli 1979; III-VII, Cassino 1987, VIII-XIV, Cassino 1993.
- Il supplimento all'Iliade di Quinto Calabro Smirneo, nuovamente tradotto in ottava rima dall'abate Eustachio Fiocchi, Pavia, Stamperia Fusi e Comp., 1823.
- G. Pompella, Quinti Smyrnaei Posthomerica, Olms-Weidmann, Hildesheim & New York 2002.
- Il seguito dell'Iliade, coordinamento e revisione di Emanuele Lelli, premessa di Giovanni Cerri, Collana Il Pensiero Occidentale, Milano, Bompiani, 2013, ISBN 978-88-452-7239-4.